# Pedicorophium laminosum
Pedicorophium laminosum är en kräftdjursart som först beskrevs av Arthur Sperry Pearse 1912.  Pedicorophium laminosum ingår i släktet Pedicorophium och familjen Aoridae. Inga underarter finns listade i Catalogue of Life.